# 西夏紀事本末
《西夏紀事本末》，是清朝張鑑用紀事本末體編撰的，記載西夏歷史的史書，記述起自起自唐僖宗中和元年（881年）拓跋思恭居夏州，迄於西夏末主李睍寶義二年（宋理宗寶慶三年，1227年）蒙古滅夏，共347年的歷史，全書分為36卷，每卷紀錄一個事件。除正文36卷外，另有卷首年表、西夏堡寨、歷代疆理節略、職方表二卷。
西夏因為被認為「西夏一隅，僻陋在戎，無與興衰」之故，其歷史不被重視，清代以前亦無專門記述西夏之史書，19世纪初，清代学者開始整理编纂西夏史，張鑑亦為其中之一。本書主要依據宋、遼、金、元諸正史、編年體史書，及兼採筆記、文集成書。

## 外部連結
- 原版古籍在线阅读- 西夏纪事本末 （页面存档备份，存于）